# جنيفواز جنيف
كان 'الجنيفواز عملة قصيرة الأجل من جنيف بين 1794 و 1795. قسم إلى 10 ديسيمات. استبدل الجنيفواز بالثالر.

## القطع المعدنية
في 1794، تم إصدار النقود الفضية من فئة ½ و1 ديسيم و1 جنفواز.